# الدوري البرتغالي لكرة السلة للسيدات
الدوري البرتغالي لكرة السلة للسيدات (بالبرتغالية: Liga Feminina de Basquetebol‏) هو دوري كرة سلة للسيدات في البرتغال تأسس في سنة 1955. يلعب فيه حاليا 12 فريقا. كان بطل النسخة الأولى منه هو فريق بالينينسيس لكرة السلة.